# Каза Кантонијера (Терни)
Каза Кантонијера је насеље у Италији у округу Терни, региону Умбрија.
Према процени из 2011. у насељу је живело 21 становника. Насеље се налази на надморској висини од 459 м.